# Cyamus orubraedon
Cyamus orubraedon är en kräftdjursart som beskrevs av Waller 1989. Cyamus orubraedon ingår i släktet Cyamus och familjen vallöss. Inga underarter finns listade i Catalogue of Life.